# Згорній Лог
Згорній Лог (словен. Zgornji Log) — поселення в общині Літія, Осреднєсловенський регіон, Словенія. Висота над рівнем моря: 245,8 м.